# Laurel Bay
Laurel Bay est une census-designated place située dans le comté de Beaufort, dans l’État de Caroline du Sud, aux États-Unis. Lors du recensement de 2020, elle comptait 5 082 habitants.